# Dolichopentas lindenioides
Dolichopentas lindenioides är en måreväxtart som först beskrevs av Spencer Le Marchant Moore, och fick sitt nu gällande namn av Jesper Kårehed och Birgitta Bremer. Dolichopentas lindenioides ingår i släktet Dolichopentas och familjen måreväxter. Inga underarter finns listade i Catalogue of Life.